# Supercoppa di Croazia 2013
La Supercoppa di Croazia 2013 è stata la 10ª edizione di tale competizione. Si è disputata il 6 luglio 2013 allo Stadio Maksimir di Zagabria. La sfida ha visto contrapposti la Dinamo Zagabria, campione di Croazia, e l'Hajduk Spalato, trionfatore nella Coppa di Croazia 2012-2013. Grazie ad un punteggio di 4-1 ai tiri di rigore, dopo che i tempi regolamentari si erano conclusi sull'1-1, la Dinamo ha conquistato per la quinta nella sua storia questo trofeo.

## Tabellino
| Arbitro: | Ante Vučemilović (Osijek) |

|                               |                      |                             |
| Čop 34’                       | Marcatori            | 76’ (rig.) Caktaš           |
| Šimunić Čop Halilović Antolić | Tiri di rigore 4 – 1 | Vršajević Jozinović Tomičić |